# Miss Universo 1975
Miss Universo 1975 foi a 24.ª edição do concurso Miss Universo, realizada em 19 de julho de 1975 no Gimnasio Nacional José Adolfo Pineda, em San Salvador, em El Salvador. Candidatas de 71 países e territórios competiram pelo título. No final do evento, a Miss Universo 1972, Kerry Anne Wells, da Austrália, coroou a finlandesa Anne Marie Pohtamo como sua sucessora, já que a Miss Universo 1974, Amparo Muñoz, da Espanha, abdicou do título.
Tal como as edições anteriores,esta edição foi politicamente conturbada, por causa das tensões diplomáticas então existentes entre El Salvador e Honduras, ainda relacionadas à Guerra do Futebol,o país vizinho boicotou o concurso. De acordo com o New York Times, enquanto milhões de pessoas através do mundo assistiam pela televisão a um documentário sobre a beleza das praias ensolaradas do país antes do início da transmissão, tropas fortemente armadas reprimiam estudantes ao lado do ginásio, que protestavam pelo governo ter gasto mais de US$1 milhão com a produção e divulgação do evento,quanto a maioria da população do país enfrentava condições sanitárias precárias.Protestos ocorreram não só na capital mas também em Santa Ana. A versão do governo foi de que os protestos faziam parte de um "movimento comunista" e que nele foi morta uma pessoa, cinco foram feridas e onze presas. De acordo com os estudantes, porém, doze pessoas foram mortas, 20 feridas e 40 presas.

## Evento
Quatro Misses Universo anteriores estiveram presentes como convidadas especiais: Kerry Anne Wells, que coroou a vencedora, Corinna Tsopei, Gladys Zender e Norma Nolan. A Miss Universo 1958, Luz Marina Zuluaga, fez parte do júri, ao lado de atores como Ernest Borgnine e Peter Lawford, da cantora Sarah Vaughan e do escritor Leon Uris.
A grande favorita do público e da imprensa desde a chegada das candidatas foi a Miss Venezuela, Maritza Montoya. Além dela, também estavam cotadas as Miss Finlândia, Miss Suécia, Miss EUA, Miss México, Miss Inglaterra e Miss Colômbia.  El Salvador escolheu cuidadosamente a sua representante. Carmen Figueroa era uma anfitriã graciosa, extremamente educada, que vinha de uma das famílias mais importante do país e falava inglês fluentemente. Não foi surpresa nenhuma a ver entre as 12 semifinalistas.
Esta edição foi a primeira e única em que duas candidatas dividiram o prêmio de Miss Fotogenia, Martha Trujillo, da Colômbia e Summer Bartholomew, dos Estados Unidos. Depois da retirada do manto de veludo alguns anos antes, essa foi a última edição em que o cetro foi usado. A partir dali seria substituído por flores.
Entre as Top 12, ficaram a Miss Brasil Ingrid Budag, ao lado da Finlândia, Suécia, Israel, EUA, Filipinas, Colômbia e, para surpresa geral, Miss Haiti, Gerthie David. A eliminação da favorita venezuelana causou revolta entre o público. As cinco finalistas foram  Finlândia, Haiti, Filipinas, EUA e Suécia. O discurso de David, uma miss negra muito charmosa e elegante, sobre as superstições e seu país, recebeu uma chuva de aplausos do público presente, o que a colocou em alta conta pelos jurados.
Ao final, Anne-Marie Pohtamo foi eleita nova Miss Universo, a segunda coroa para seu país desde a pioneira Armi Kuusela, em 1952. Gerthie David fez história sendo a segunda negra a conseguir o segundo lugar no concurso. Antes uma modelo desconhecida em Porto Príncipe e uma das mais exóticas concorrentes na história do MU, ela se tornou um modelo e ídolo para a juventude haitiana.
Pohtamo foi uma duas vencedoras que não foram coroadas por sua antecessora, já que a Miss Universo 1974, Amparo Muñoz, da Espanha, renunciou durante seu reinado. Ironicamente, ela foi coroada pela Miss Universo 1972 Kerry Anne Wells, da Austrália, que foi a primeira a também não ser coroada pela antecessora, Georgina Rizk, do Líbano, por questões políticas ocorridas no ano de sua eleição.

## Resultados
| Colocação          | Candidata |
| ------------------ | --- |
| Miss Universo 1975 | - Finlândia — Anne Marie Pohtamo |
| 2.ª colocada       | - Haiti — Gerthie David |
| 3.ª colocada       | - Estados Unidos — Summer Bartholomew |
| 4.ª colocada       | - Suécia — Catharina Sjodahl |
| 5.ª colocada       | - Filipinas — Rose Marie Singson |
| Top 12             | - Brasil — Ingrid Budag - Colômbia — Marta Echeverry - El Salvador — Carmen Figueroa - Inglaterra — Vicki Harris - Irlanda — Julie Farnham - Israel — Orit Cooper - Japão — Sachiko Nakayama |

### Prêmios especiais

#### Miss Simpatia
- Vencedora:  Trinidad e Tobago — Christine Jackson.

#### Miss Fotogenia
- Vencedoras:  Colômbia — Marta Lucía Echeverry,  Estados Unidos — Summer Bartholomew.

#### Melhor Traje Típico
- Vencedora:  Guatemala — Emy Elivia Abascal.

## Candidatas
Em negrito, a candidata eleita Miss Universo 1975. Em itálico, as semifinalistas.
| - África do Sul - Gail Anthony - Alemanha - Silke Klose - Argentina - Rosa Santillán - Aruba - Martica Pamela Brown - Austrália - Jennifer Matthews - Áustria - Rosemarie Holzschuh - Bahamas - Sonia Chipman - Bélgica - Christine Delmelle - Belize - Pelisamay Longsworth - Bermudas - Donna Wright - Bolívia - Jacqueline Sckett - Brasil - Ingrid Budag (SF) - Canadá - Sandra Campbell - Chile - Raquel Argandoña - Cingapura - Sally Tan - Colômbia - Marta Lucía Trujillo (SF, MF) - Coreia do Sul - Seo Ji-hye - Costa Rica - María González - Curaçao - Jasmin Fraites - Dinamarca - Berit Frederiksen - El Salvador - Carmen Figueroa (SF) - Equador - Ana María Salas - Escócia - Mary Kirkwood - Espanha - Consuelo López - Estados Unidos - Summer Bartholomew (3°, MF) - Filipinas - Rose Marie Brosas (5°) - Finlândia - Anne Marie Pohtamo (1°) - França - Sophie Perin - Grécia - Afroditi Katsouli - Guam - Deborah Naqui - Guatemala - Emy Abascal (TT) - Haiti - Gerthie David (2°) - Holanda - Lynda Snippe - Hong Kong - Mary Ma-Lai - Ilhas Virgens - Julia Wallace - Índia - Meenakshi Kurpad | - Indonésia - Lydia Wahab - Inglaterra - Vicki Harris (SF) - Irlanda - Julie Farnham (SF) - Islândia - Helga Eldon - Israel - Orit Cooper (SF) - Itália - Diana Salvador - Iugoslávia - Ladija Manic - Jamaica - Louise King - Japão - Sachiko Nakayama (SF) - Líbano - Souad Nakhoul - Libéria - Aurelia Sancho - Luxemburgo - Marie Thérèse Manderschied - Malásia - Alice Leng - Malta - Frances Ciantar - Marrocos - Salhi Badia - Ilhas Maurícias - Nirmala Sohun - México - Delia Nieto (2° TT) - Micronésia - Elena Tomokane - Nicarágua - Alda Sánchez - Nova Zelândia - Barbara Kirkley - País de Gales - Georgina Kerler - Panamá - Anina Torrijos - Paraguai - Susana Ferreira - Peru - Olga Berninzon - Porto Rico - Lorell Juan - República Dominicana - Milvia Troncoso - Samoa Americana - Darlene Schwenkey - Sri Lanka - Shyama Algama - Suécia - Catharina Sjodahl (4°) - Suíça - Beatrice Aschwanden - Tailândia - Wanlaya Tho-nawanik - Trinidad e Tobago - Christine Jackson (MS) - Turquia - Sezin Tophouglu - Uruguai - Evelyn Rodríguez - Venezuela - Maritza Montoya |

- Não competiram a caymanesa Dorothy Lamore McKoy, a guadalupense Eloise Jubienne, a norueguesa Sissel Gulbrandsen e a suazi Vinah Thembi Mamba.